# Galliano Fogar
Galliano Fogar (Trieste, 14 dicembre 1921 – Trieste, 19 dicembre 2011) è stato uno storico e partigiano italiano.

## Biografia
Partigiano in Friuli e nella zona di Trieste e nell'immediato dopoguerra redattore del giornale del CLN di Trieste La Voce libera, ricoprì la carica di segretario dell'Istituto regionale per la storia del movimento di liberazione nel Friuli-Venezia Giulia, Istituto da lui fondato con Ercole Miani, Alberto Berti, Antonio Fonda Savio, Carlo Schiffrer, e fu il responsabile della rivista dell'Istituto "Qualestoria".
Ha scritto libri che si occupavano della Resistenza in Friuli-Venezia Giulia approfondendo gli aspetti che legavano all'antifascismo gli operai dei cantieri di Monfalcone durante il regime fascista e il collaborazionismo coi nazifascisti nella zona; inoltre si occupò di ricerca nel settore dell'occupazione nazista nella zona orientale italiana e delle vicende legate alle brigate Osoppo-Friuli. Importanti sono i contributi di studio e ricerca sulle zone libere in Friuli. Successivamente si occupò del nazionalismo e del neofascismo a Trieste e dei suoi sviluppi nell'arco di tempo che va dal periodo bellico a quello successivo.

## Libri e ricerche di Galliano Fogar
- Sotto l'occupazione nazista nelle provincie orientali, Del Bianco
- Dalla cospirazione antifascista alla Brigata Proletaria, 1973
- Dall'irredentismo alla Resistenza nelle province adriatiche: Gabriele Foschiatti, Del Bianco
- L'antifascismo operaio monfalconese tra le due guerre Vangelista Trieste 1989
- Trieste in guerra 1940-1945: società e Resistenza, pubblicato da Istituto regionale per la storia del movimento di liberazione nel Friuli-Venezia Giulia, 1999
- con Adolfo Scalpelli, Enzo Collotti, Giorgio Marinucci, Gianfranco Maris, Vojmir Tavčar, Ibio Paolucci: San Sabba istruttoria e processo per il Lager della Risiera, ANED
- con Riccardo Giacuzzo, Mario Abram, Plinio Tomasin, Julij Beltram, Egone Settomini, Itinerario di lotta, cronaca della Brigata d'Assalto Garibaldi - Trieste, pubblicato da Unione degli Italiani dell'Istria e di Fiume, 1986
- Le questioni nazionali fra guerra e Resistenza: Venezia Giulia 1943-1945, in "Qualestoria", n. 1, pp. 50–67, Trieste 1985
- Foibe e deportazioni. Nodi sciolti e da sciogliere, in "Qualestoria", n. 3, pp. 67–85,
- con Marina Rossi Sergio Ranchi Guadagnavo sessantun centesimi all'ora...Lavoro e lotte al Cantiere S. Rocco. Muggia 1914-1966 Trieste, Irsml, "I quaderni di Qualestoria", 1994